# 利季亞奇
48°49′45″N 25°29′7″E / 48.82917°N 25.48528°E

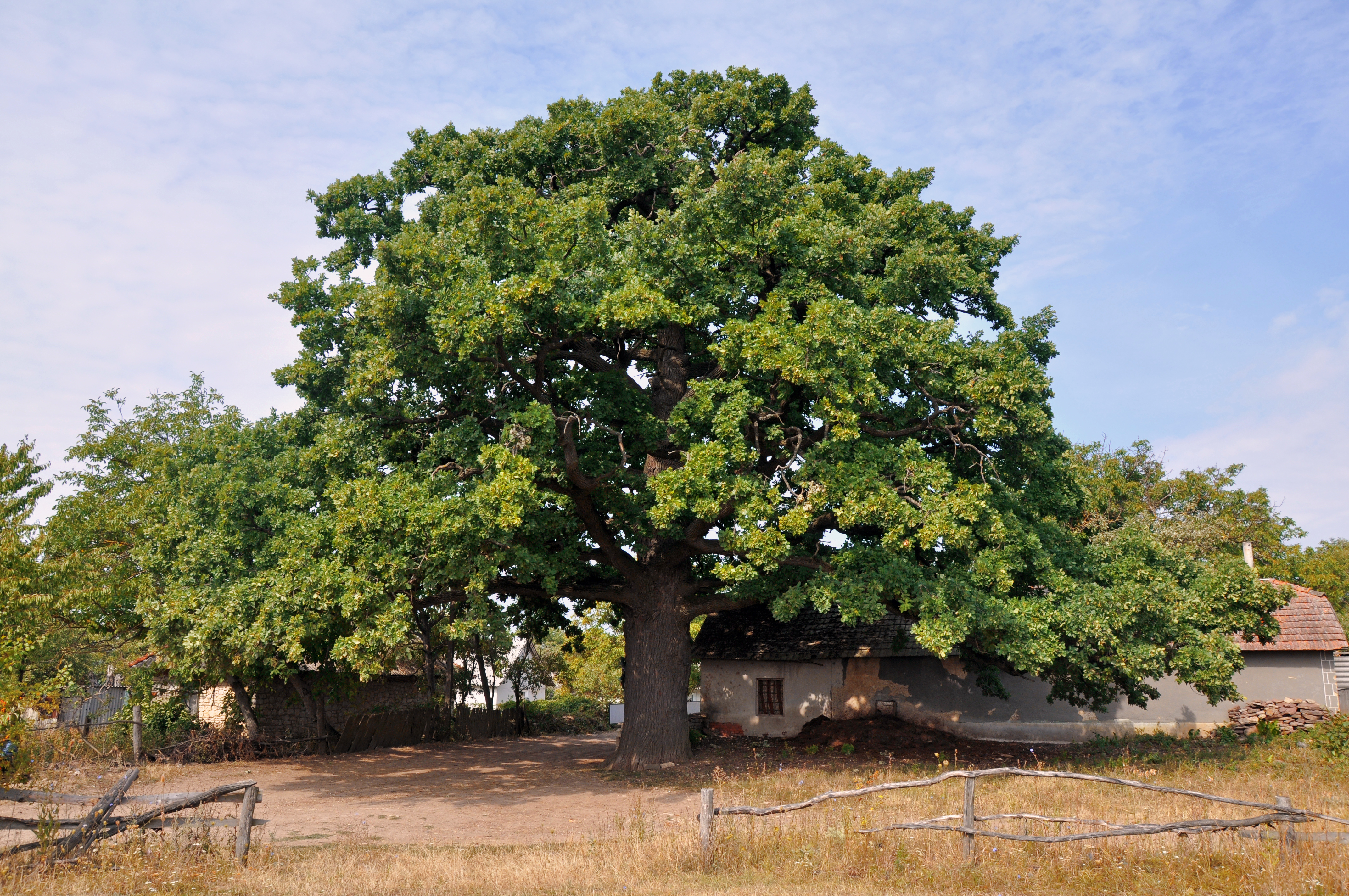

利季亞奇（烏克蘭語：Литячі）是位於烏克蘭西部特諾皮爾州裏喬爾特基夫區的村莊，始建於1424年，面積16平方公里，海拔高度330米，2001年人口830，人口密度每平方公里51.9人。